# جو ليندر
جو ليندر (بالإنجليزية: Joe Linder)‏ هو لاعب هوكي الجليد أمريكي، ولد في 12 أغسطس 1886 في هانكوك في الولايات المتحدة، وتوفي في 28 يونيو 1948.